# Llista de presidents de Puntland
Llista de Presidents de Puntland (Puntlàndia), un estat autònom de Somàlia, de iure part integrant de l'estat.
| Període                                        | President                                                  | Notes |
| ---------------------------------------------- | ---------------------------------------------------------- | --- |
| 23 de juliol de 1998 a 30 de juny del 2001     | Abdullahi Yusuf Ahmed, President                           | |
| 1 de juliol del 2001 a 14 de novembre del 2001 | Yusuf Haji Nur, President interí                           | |
| 14 de novembre del 2001 a 8 de maig del 2002   | Jama Ali Jama, President                                   | Després de l'elecció de Jama, Abdullahi Yusuf Ahmed es va revoltar, va conquerir Garowe el 21 de novembre del 2001 i després Bosaso el 8 de maig, fugint Jama al seu feu de Qardho, on es va seguir declarant president fins a un acord de pau el maig del 2003. |
| 8 de maig del 2002 a 10 d'octubre del 2004     | Abdullahi Yusuf Ahmed, President                           | |
| 10 d'octubre del 2004 a 8 de gener del 2005    | Mohamed Abdi Hashi, Vicepresident en funcions de president | |
| 8 de gener del 2005 al 2009                    | Mohamud Muse Hersi "Adde", President                       | |